# Arca da Aliança

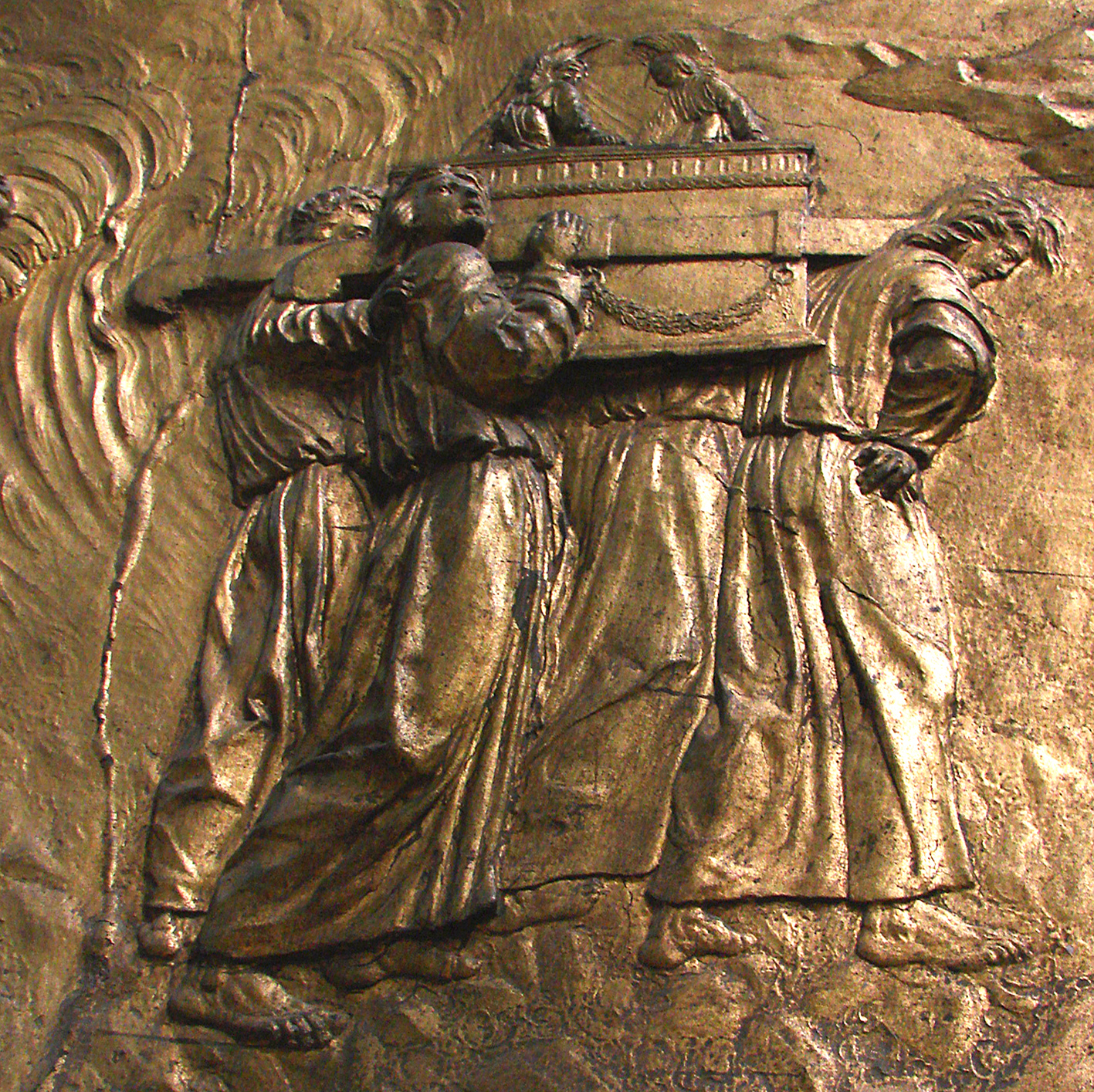
Baixo-relevo em ouro do transporte da Arca da Aliança na Catedral de Santa Maria de Auch, França.

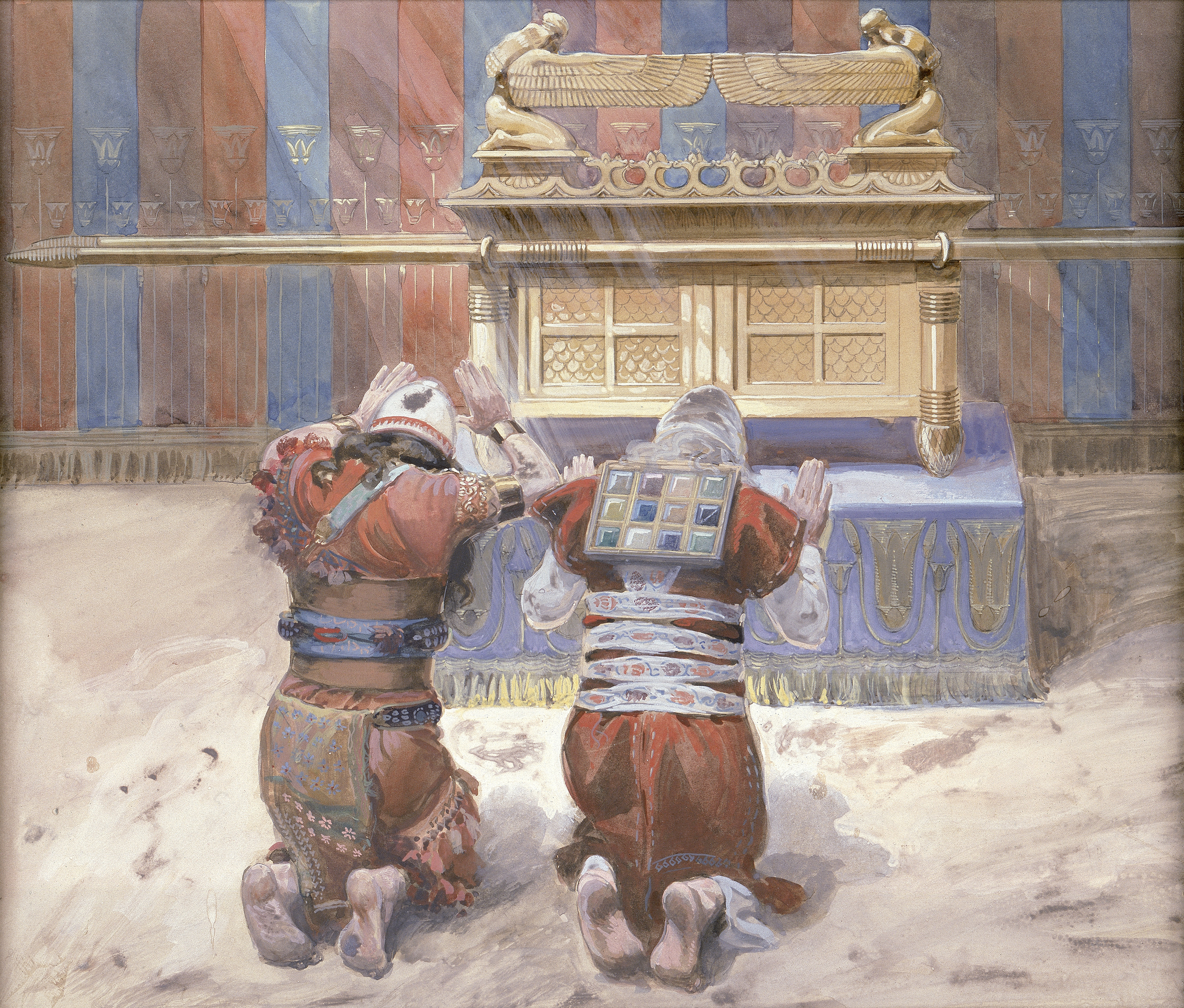
Moisés e Josué curvando-se diante da Arca (c. 1900) de James Tissot

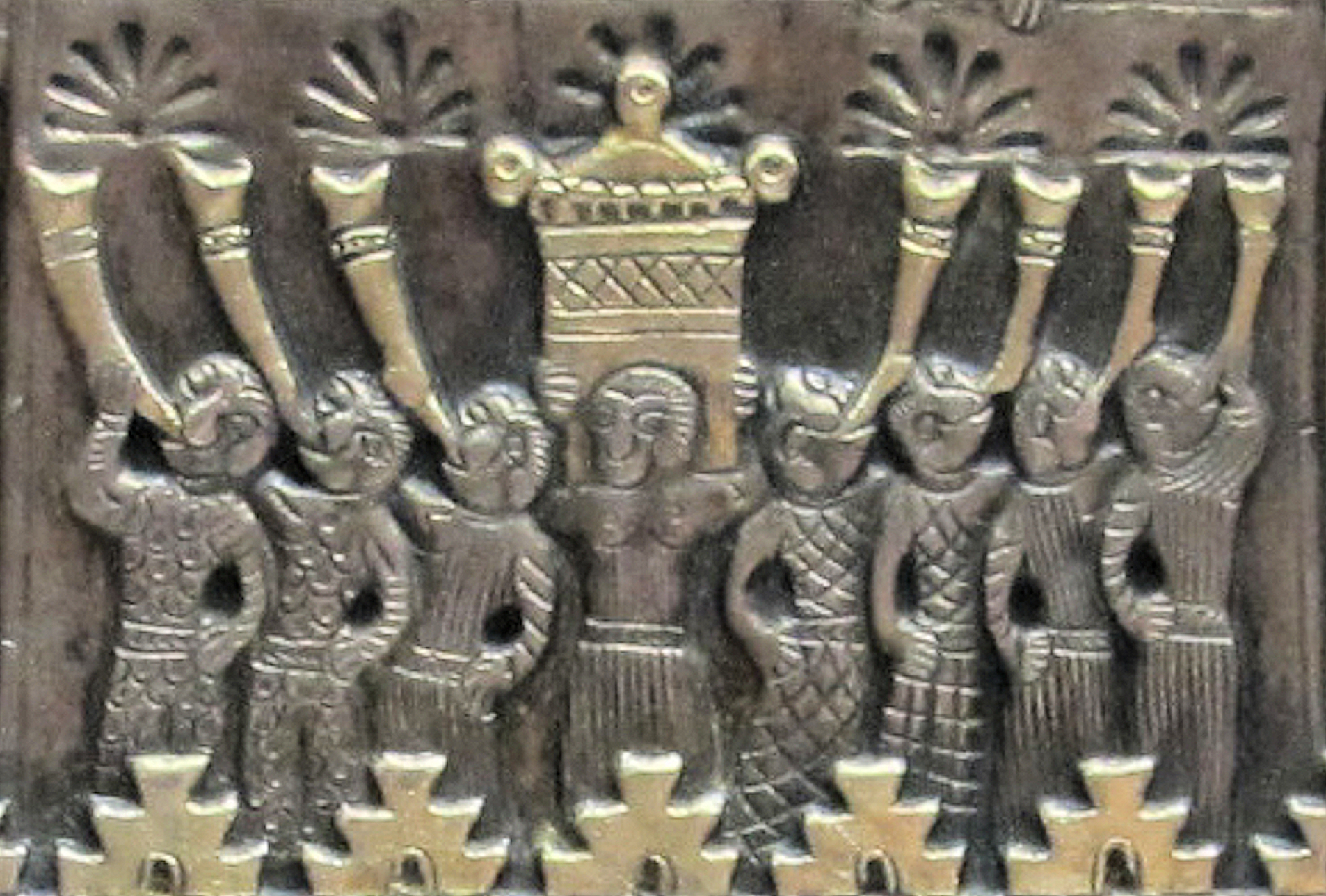
Arca da Aliança no prato Anikova, c. 800

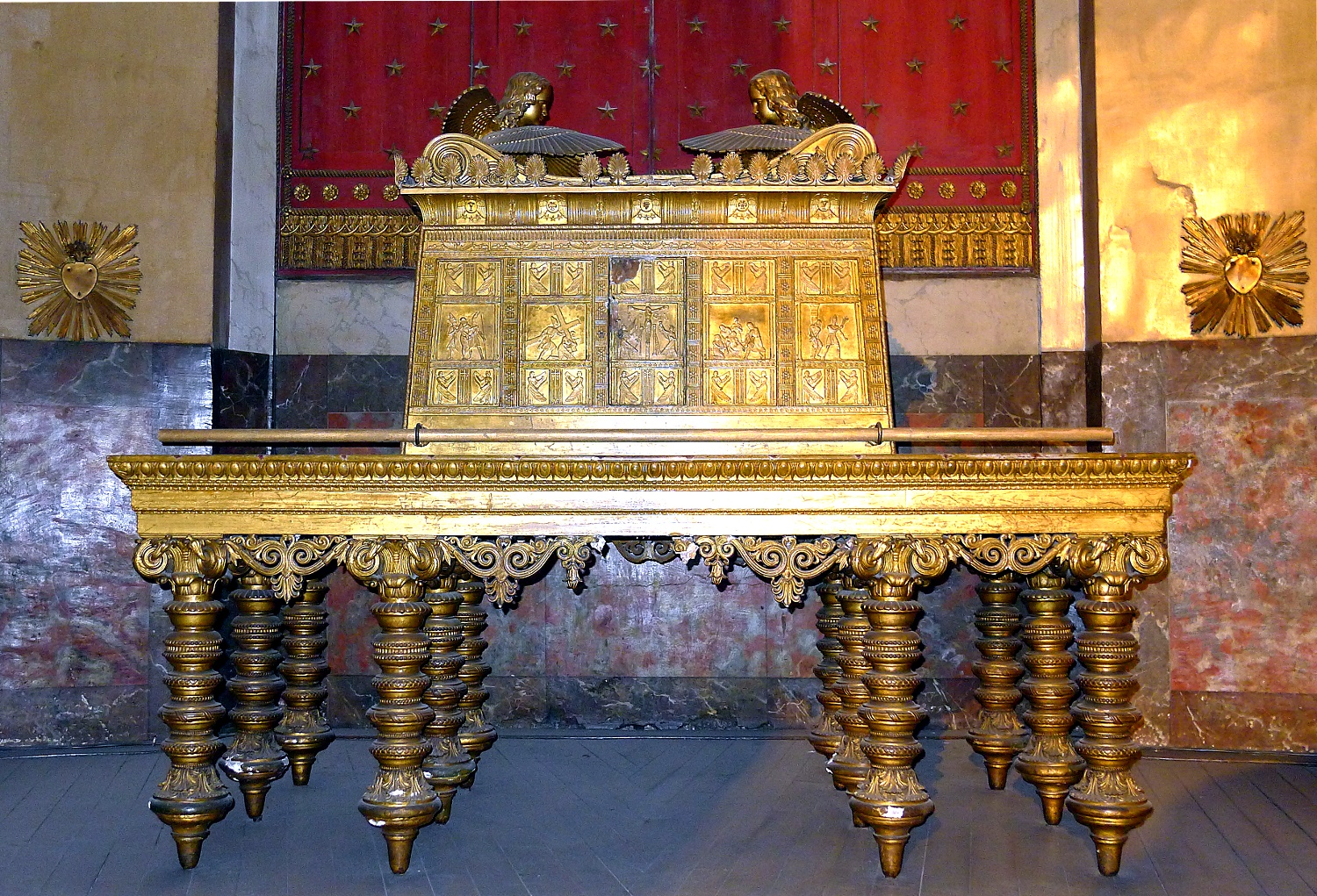
Arca da chapelle de l'Adoration (Église Saint-Roch, Paris).

A Arca da Aliança (no hebraico: ארון הברית aróhn hab·beríth; grego: ki·bo·tós tes di·a·thé·kes"), também conhecida como Arca do Testemunho ou a Arca de Deus é o artefato que se acredita ser a relíquia mais sagrada dos israelitas, descrita na Bíblia como um baú de madeira, coberto de ouro, com um tampo chamado propiciatório.
De acordo com o Livro do Êxodo e o Primeiro Livro dos Reis na Bíblia Hebraica e no Antigo Testamento, a Arca continha as Tábuas da Lei, pelas quais Deus entregou os Dez Mandamentos a Moisés no Monte Sinai.
De acordo com o livro do Êxodo, a arca continha as duas tábuas dos Dez mandamentos. De acordo com o Livro do Êxodo, o Livro dos Números, e a Epístola aos Hebreus do Novo Testamento, a arca também continha a vara de Arão e maná.
Foi utilizada pelos hebreus até seu desaparecimento, que segundo especulações, ocorreu na conquista de Jerusalém por Nabucodonosor II.
Segundo o livro de II Macabeus, geralmente presente somente nas Bíblias Católicas, o profeta Jeremias foi o responsável por escondê-la no Monte Nebo.

## Origem
Segundo o livro do Êxodo, a montagem da Arca da Aliança foi orientada por Moisés, que por instruções divinas indicou seu tamanho e forma. Nela foram guardadas as duas tábuas da lei; a vara de Aarão; e um vaso do maná. Estas três coisas representavam a aliança de Deus com o povo de Israel. Para judeus e prosélitos a Arca não era só uma representação, mas a própria presença de Deus.

## Construção

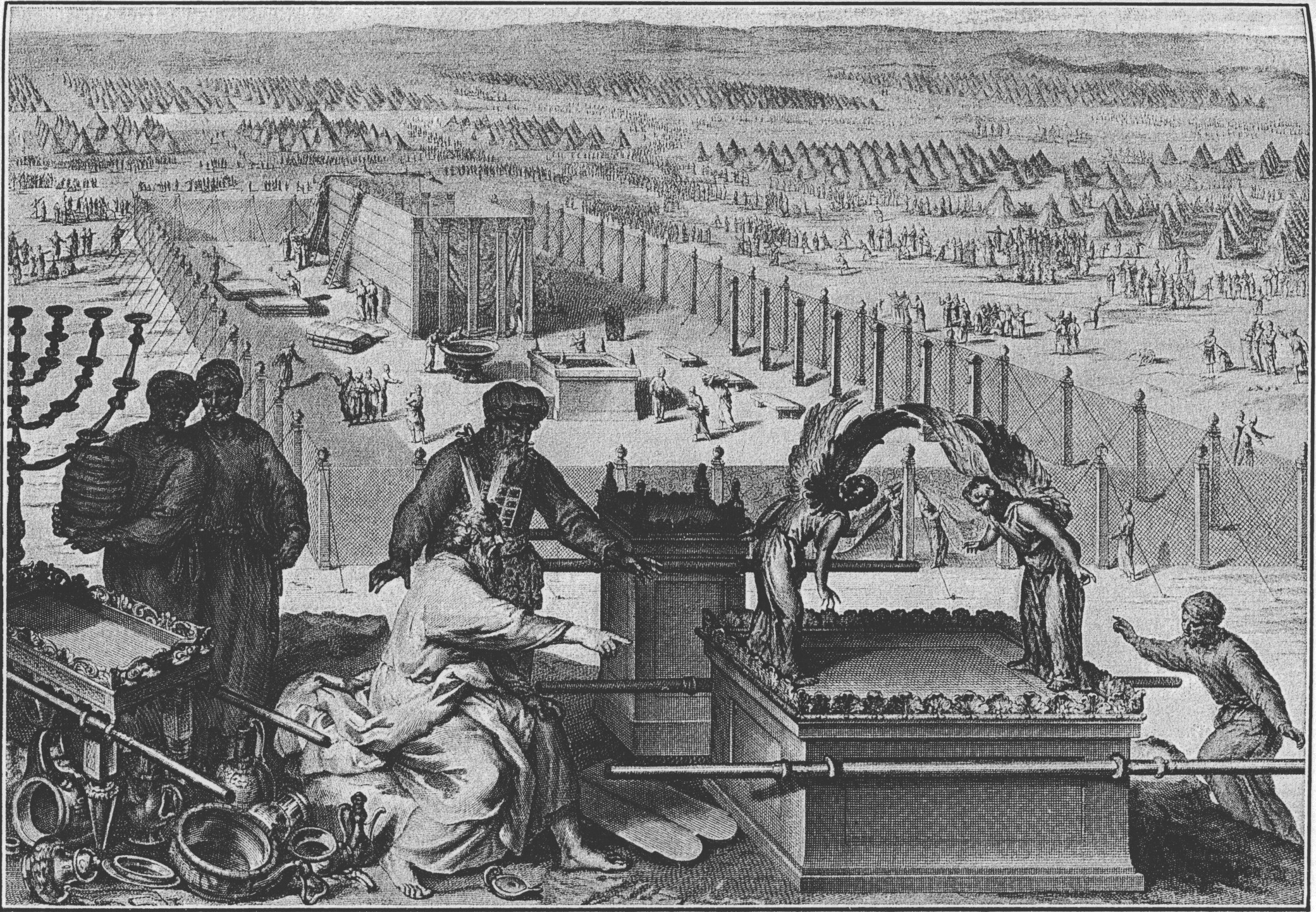
Ilustração de 1728 da Arca na construção do Tabernáculo e dos vasos sagrados, como em Êxodo 40:17–19

No livro de Êxodo (Êxodo 25,10-22) a Bíblia descreve a Arca da Aliança da seguinte forma: caixa de madeira de acácia, com 2 côvados e meio de comprimento (um metro e dez centímetros ou 110 cm), e um côvado e meio de largura e altura (70 cm). Cobriu-se de ouro puro por dentro e por fora, com uma bordadura de ouro ao redor. - (Êxodo 25,10-16)
Para seu transporte, necessário para um povo ainda nômade (nómada), foram colocadas quatro argolas de ouro nas laterais, onde foram transpassados varas de acácia recobertas de ouro. Assim, o objeto podia ser carregado pelo meio do povo.
Sobre a tampa, chamada Propiciatório "o Kapporeth", foi esculpida uma peça em ouro, formada por dois querubins de frente um para o outro, cujas asas cobriam e formavam uma só peça "com" a tampa, a Bíblia não diz que eles estão ajoelhados, e nem que uma asa toca na outra, (Êxodo 25,10-21; 37,7-9). Segundo relato do verso 22, Deus se fazia presente no propiciatório no meio dos dois Querubins de ouro em uma presença misteriosa que os Judeus chamavam Shekinah ou presença de Deus.
A Arca fazia parte do conjunto do Tabernáculo, com outras tantas especificações. Ela ficaria repousada sobre um altar, também de madeira, coberto de ouro, com uma coroa de ouro ao lado.
Somente os sacerdotes levitas poderiam transportar e tocar na arca, e apenas o sumo-sacerdote, uma vez por ano, no dia da expiação, quando a Luz de Shekiná se manifestava, entrava no santíssimo do templo. Estando ele em pecado, morreria instantaneamente.
Outros relatos bíblicos se referem ao roubo da arca por outros povos inimigos de Israel (filisteus), que sofreram chagas e doenças enquanto tinham a arca em seu poder. Homens que a tocavam que não fossem levitas ou sacerdotes completamente puros morriam fulminados instantaneamente. Diante dessas terríveis doenças causadas pela presença da "Arca" do Senhor Deus de Israel, os filisteus se viram numa necessidade de se livrarem do objeto sagrado; então, a mandaram para a cidade de Gate, e logo após para Ecron, sendo sempre rejeitada, o que acarretou na sua devolução ao povo de Israel.

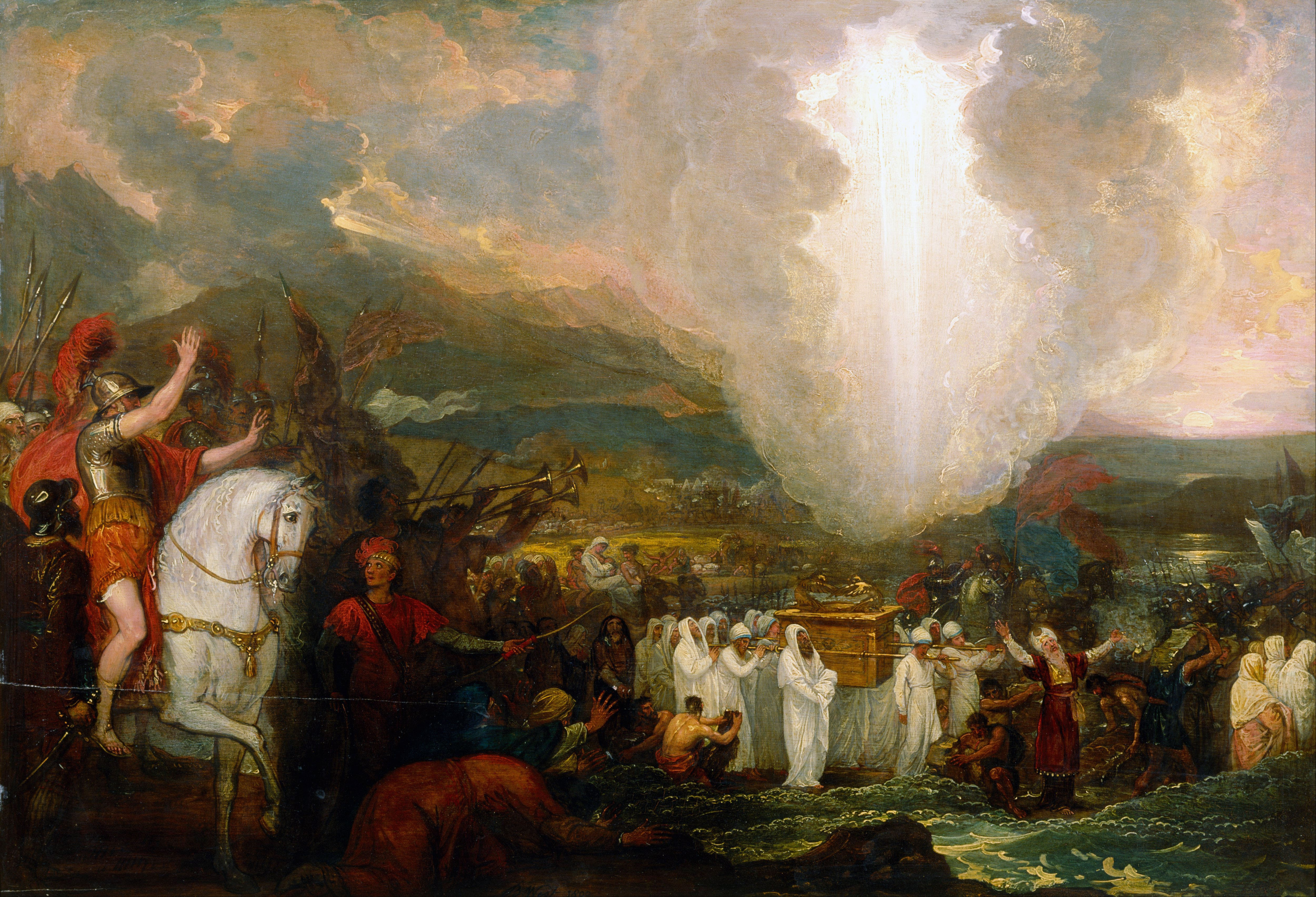
Josué passando o rio Jordão com a Arca da Aliança de Benjamin West, 1800

## Função e simbologia
A partir do momento em que as tábuas dos Dez Mandamentos, a Vara de Arão que floresceu (que não só floresceu mas que também brotou améndoas) e o pote de maná escondido foram repousadas no seu interior, a Arca é tratada como o objeto mais sagrado, como a própria representação de Deus na Terra. A Bíblia relata complexos rituais para se estar em sua presença dentro do Tabernáculo.
Segundo a Bíblia, Deus revelava-se como uma fumaça que se manifestava com sua shekiná (presença). Tocá-la era um ato tolo, pois quem a tocasse seria morto, razão pela qual existiam varas para seu transporte.

## A Arca como instrumento de guerra
A Arca representava o próprio Deus entre os homens. A crença de Sua presença ativa fez com que os hebreus, por várias vezes, carregassem o objeto à frente de seus exércitos nas batalhas realizadas durante a conquista de Canaã. Segundo a Bíblia, a presença da Arca era suficiente para que pequenos contingentes hebreus aniquilassem exércitos cananeus inteiros. Mas quando dispensavam-na, sofriam derrotas desastrosas.
Ainda restava o assentamento das sete Tribos de Israel na Terra de Canaã para que a conquista estivesse completa, quando Josué determinou a construção de um Tabernáculo permanente na cidade de Siló, onde a Arca ficaria protegida.

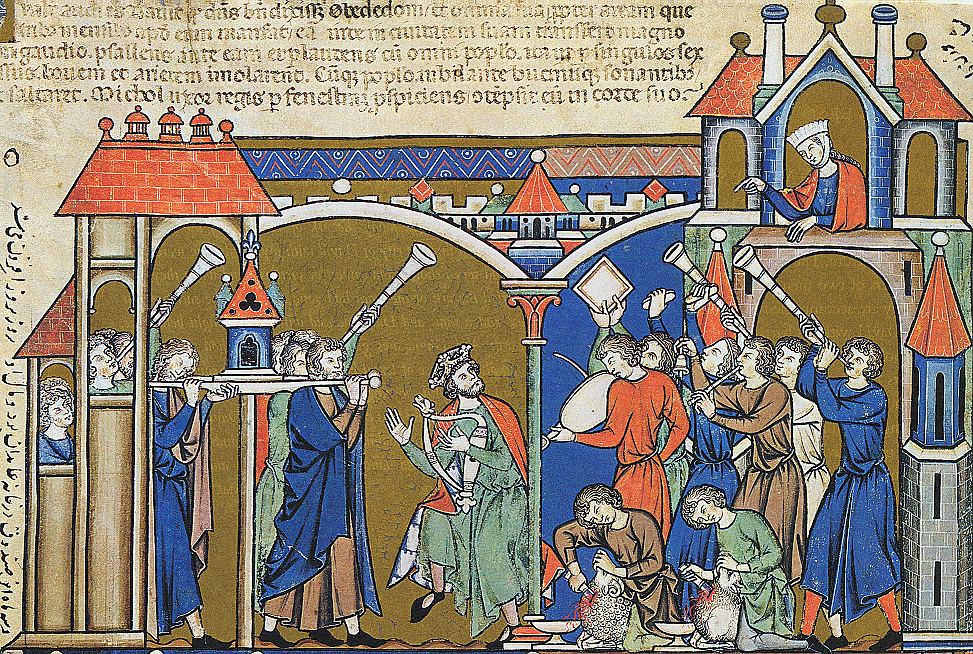
Ilustração da Bíblia Morgan do século XIII, de David trazendo a Arca para Jerusalém (2 Samuel 6)

## A captura da Arca pelos Filisteus e seu retorno
Nos últimos anos do período dos Juízes de Israel, a Arca da Aliança era guardada pelo sacerdote Eli, e seus filhos Hofni e Fineias. O profeta Samuel, ainda jovem, recebeu uma revelação divina condenando os mesmos ao julgamento, devido a crimes cometidos.
Neste tempo, segundo o relato bíblico, os filisteus invadiram a Judeia, vencendo o exército israelita próximo à localidade de Ebenézer. Estes, vendo-se em situação adversa, apelaram para a "Arca", e a trouxeram de Siló. A maldição sobre Eli teria tido lugar, pois a Arca não surtiu efeito na batalha: os israelitas foram derrotados, e o objeto capturado. Os filhos de Eli foram mortos, e este, ao saber da notícia, caiu de sua cadeira,quebrou o pescoço e morreu.
Os filisteus teriam tomado a Arca como despojo de guerra, e a levaram ao templo de Dagom, em Asdode. O relato bíblico conta que a simples presença do santuário naquele local foi o suficiente para que coisas estranhas ocorressem: por duas vezes, a cabeça da estátua de Dagom apareceu cortada. Em seguida, moléstias (hemorroidas, especificamente, além de um surto de ratos) teriam assolado a população de Asdode, inclusive príncipes e sacerdotes filisteus, o que fez com que a arca fosse transportada para Ecrom, outra cidade filisteia. Porém, a população local reagiu negativamente à sua presença, e a enviou de volta ao território de Israel numa carroça. O tempo de permanência da Arca na Filístia teria sido de sete meses.
A carroça, puxada por vacas, parou em Bete-Semes, onde foi recebida por um certo Josué (personagem diferente do Josué, comandante da Conquista de Canaã). Os bete-semitas, movidos pela curiosidade, olharam para o interior da Arca, e morreram instantaneamente fulminados. Em seguida, foi transportada para Quireate-Jearim, onde ficou aos cuidados de Eleazar por 20 anos.

## A Arca em Jerusalém e o Templo de Salomão

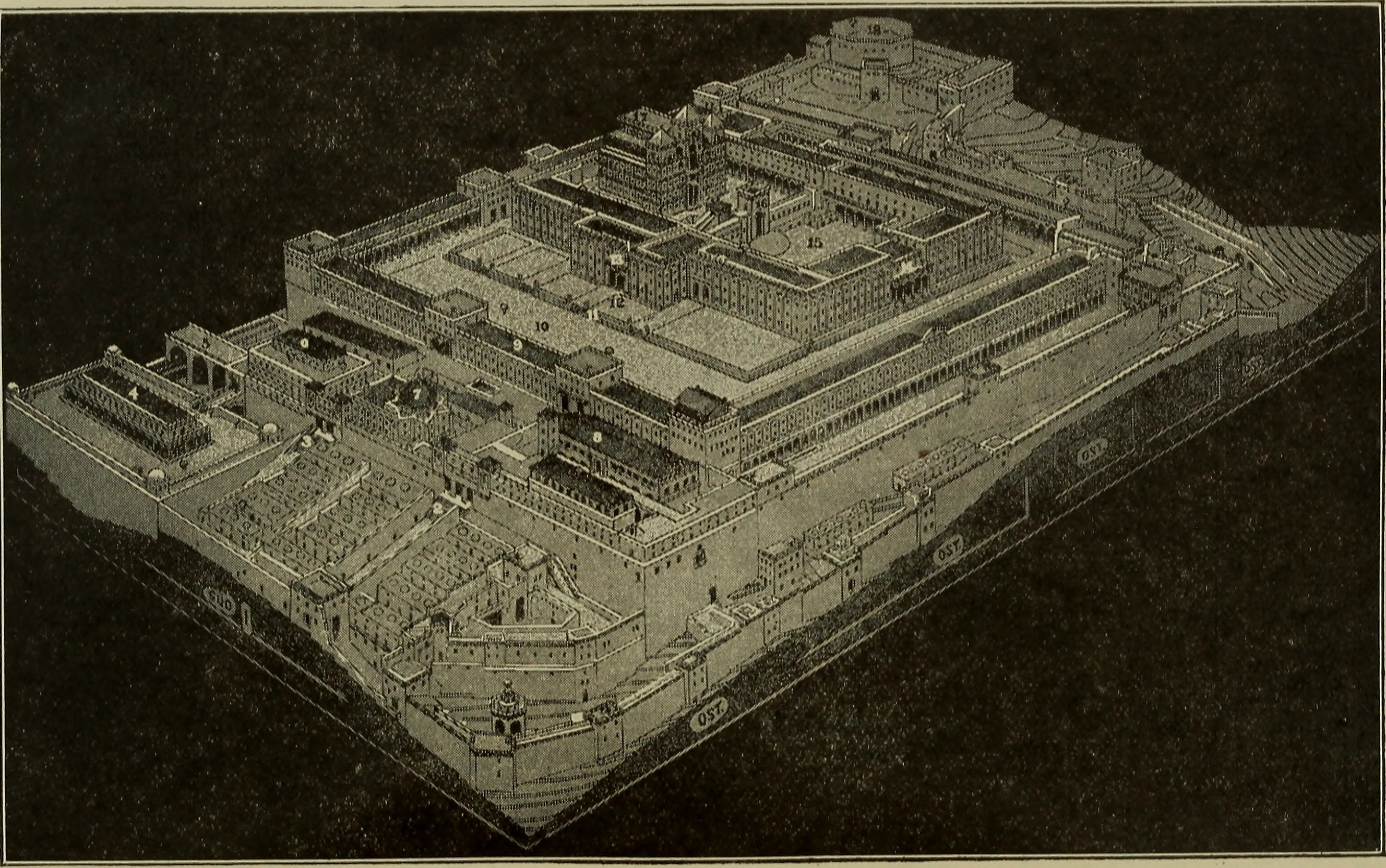
Modelo do Primeiro Templo, incluído num manual bíblico para professores (1922)

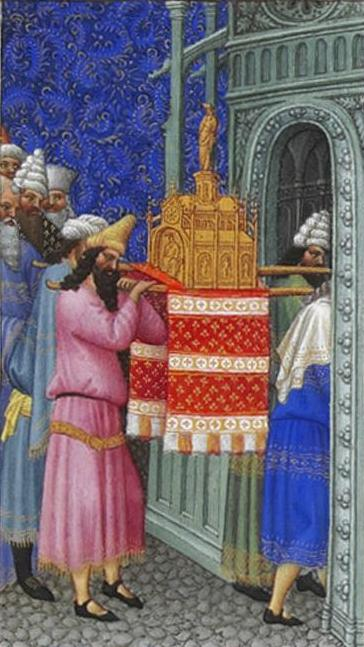
A Arca levada para o Templo no início do século XV em Très Riches Heures du Duc de Berry

No início de seu reinado, Davi ordenou que a Arca fosse trazida para Jerusalém, onde ficaria guardada em uma tenda permanente no distrito chamado Cidade de Davi. Com o passar do tempo, Davi tomou consciência de que a Arca, símbolo da presença de Deus na Terra, habitava numa tenda, enquanto ele mesmo vivia em um palácio. Então começou a planejar e esquematizar a construção de um grande Templo. Entretanto, esta obra passou às mãos de seu filho Salomão.
No Templo, foi construído um recinto (chamado na Bíblia de "oráculo") de cedro, coberto de ouro e entalhes, dois enormes querubins de maneira à semelhança dos que havia na Arca, com um altar no centro onde ela repousaria. O ambiente passou a ser vedado aos cidadãos comuns, e somente os levitas e o próprio rei poderiam se colocar em presença do objeto sagrado.

## Desaparecimento
A Arca permaneceu como um dos elementos centrais do culto a Deus praticado pelos israelitas durante todo o período monárquico, embora poucas referências sejam feitas a ela entre os livros de Reis e Crônicas.
Em 605 a.C [Primeira invasão a Judá], 597 a.C [Segunda Invasão a Judá] e 586 a.C [Terceira e última invasão a Judá]. Nabucodonosor II, rei da Babilônia, invadiu o Reino de Judá e tomou a cidade de Jerusalém. O relato bíblico menciona que na ultima invasão no ano 586 a.C Nebuzaradã, comandante da guarda imperial, conselheiro do rei da Babilônia, foi a Jerusalém e Incendiou o templo do Senhor, o palácio real, todas as casas de Jerusalém e todos os edifícios importantes. (II Reis 25:8–9). Depois desse grande incêndio que teria destruído todo o templo e a cidade de Judá, a Arca da Aliança desapareceu completamente da narrativa Bíblica e não há mais menção dela a partir desse ponto, pois o próprio relato se torna vago quanto ao seu destino.
Para os católicos que se utilizam da Septuaginta (Escrituras Sagradas na versão grega dos LXX), o desaparecimento da Arca é narrado no livro de II Macabeus, não aceito pelos protestantes e pelos judeus que só aceitam as escrituras em hebraico. Nessa situação o profeta Jeremias haveria mandado que levassem a Arca até o Monte Nebo para ali a esconder em uma caverna:
"Nos documentos referentes ao profeta Jeremias lê-se que ele ordenou aos que eram levados para o cativeiro da Babilônia que tomasse o fogo, como já foi referido, e que lhes faz recomendações, ao dar-lhes um exemplar da lei, para que se não esquecessem dos preceitos do Senhor, nem extraviassem, ao ver os ídolos de ouro e prata e os seus adornos. Dando-lhes outros avisos semelhantes, exortava-os a que não apartassem do seu coração a lei de Deus. Lia-se também nos mesmos escritos que este profeta, por uma ordem particular recebida de Deus, mandou que se levassem com ele o tabernáculo e a Arca, quando escalou o monte a que Moisés tinha subido para ver a herança de Deus. Tendo ali chegado, Jeremias achou uma caverna, pôs nela o tabernáculo, a Arca e o altar dos perfumes, e tapou a entrada. Alguns dos que o seguiam voltaram de novo para marcar o caminho com sinais, mas não puderam encontrá-lo. Quando Jeremias soube disto, repreendeu-os: Sabei, disse-lhes, que este lugar ficará incógnito, até que Deus reúna seu povo disperso e use com ele de misericórdia. Então descobrirá o Senhor estas coisas, aparecerá a majestade do Senhor e ver-se-á uma nuvem, como apareceu no tempo de Moisés e como quando Salomão pediu que o templo fosse gloriosamente santificado" (II Macabeus 2:1–8, (Tradução da Vulgata pelo Pe. Matos Soares).
Em uma das visões de São João Evangelista, ele relata ter visto a Arca no templo de Deus no céu, depois da visão dos 24 anciões prostrados adorando a Deus e pedindo o extermínio dos ímpios e o juízo final. O relato de João está em Apocalipse 11:19: "Então, abriu no céu o templo de Deus, apareceu a arca do seu testamento, no seu templo, sobrevieram relâmpagos, vozes, um terremoto e uma grande chuva de pedra". Em seguida, em Apocalipse 12, 1 lê-se: "Apareceu em seguida um grande sinal no céu: uma Mulher revestida do sol, a lua debaixo dos seus pés e na cabeça uma coroa de doze estrelas". Isso levou alguns católicos a concluir que a mulher do Apocalipse seria a Virgem Maria e que esta seria a Nova Arca da Aliança. Alguns afirmam, porém, que essa interpretação violaria outras declarações bíblicas, de ambos os testamentos, as quais indicam que tudo o que compunha o antigo tabernáculo deveria ser construído por Moisés conforme o "modelo" original, no templo de Deus no céu (Êxodo 25:9, Êxodo 25:40, Êxodo 26:30, Hebreus 8:5).
A escritora americana Ellen White também comenta sobre o destino da arca no livro História da Redenção, pág. 195, da seguinte forma:
"Por causa da transgressão de Israel aos mandamentos de Deus e seus atos ímpios, Deus permitiu que eles fossem levados em cativeiro, para humilhá-los e puni-los. Antes do templo ser destruído, Deus fez saber a alguns de Seus fiéis servos o destino do templo, o orgulho de Israel, por eles referido com idolatria, ao mesmo tempo em que estavam pecando contra Deus. Também lhes revelou o cativeiro de Israel. Estes homens justos, exatamente antes da destruição do templo, removeram a sagrada arca que continha as tábuas de pedra, e com lamento e tristeza esconderam-na numa caverna, onde devia ficar oculta do povo de Israel por causa de seus pecados, para jamais ser-lhes restituída. Esta sagrada arca ainda está oculta. Jamais foi perturbada desde que foi escondida."
A Igreja Adventista do Sétimo Dia, sendo assim, acredita que a arca tenha sido escondida pouco antes da destruição do templo nos tempos de Jeremias e que seu paradeiro é desconhecido até o dia de hoje, não tendo sido destruída na invasão babilônica.

## A busca pela Arca
Não há certezas acerca de sua existência ou destruição. O fato é que antes de atear fogo ao Templo, os soldados de Nabucodonosor levaram para a Babilônia todos os objetos e utensílios sagrados que os Judeus usavam nos rituais em seu santuário, como trunfo de sua vitória. Porém, nessa terceira invasão no ano  586 a.C a Arca da Aliança foi escondida em uma caverna próxima à Jerusalém e desde aquele dia, a Arca da Aliança nunca mais foi vista.
Há quem acredite que a Arca da Aliança foi levada para a Babilônia junto com os demais objetos sagrados do Templo que existia em Jerusalém, porém não há evidência e provas plausíveis para isto. Contudo, uma vez a Arca em posse dos babilônios, ela pode ter sido destruída para se obter o ouro ou ainda conservada como troféu. Vale ressaltar que a Babilônia também foi conquistada posteriormente por outros impérios que vieram posteriormente: Medo persas, macedónios, partos e outros tantos povos, que seus tesouros (incluindo possivelmente a Arca) poderiam ter tido incontáveis destinos.
De qualquer modo, ela tem sido um dos tesouros arqueológicos mais cobiçados pela humanidade, e inúmeras expedições à Mesopotâmia e à Palestina foram realizadas, sem sucesso. Existem réplicas da Arca hoje em dia em vários museus, baseadas nas descrições bíblicas. A verdadeira porém, jamais foi encontrada.
O cineasta George Lucas inspirou-se na busca pela Arca para o roteiro de seu filme Raiders of the Lost Ark (intitulado Indiana Jones e Os Caçadores da Arca Perdida, no Brasil; Indiana Jones e os Salteadores da Arca Perdida, em Portugal).
Para a Igreja Ortodoxa Etíope, a Arca foi levada à Etiópia por Menelik I, filho do Rei Salomão e Makeda, a Rainha de Sabá. A Arca estaria guardada numa capela da Igreja de Santa Maria de Sião da cidade de Aksum, no norte da Etiópia, onde um único sacerdote pode vê-la. A narrativa dessa tradição etíope encontra-se no Kebra Negast, o Livro da Glória dos Reis da Etiópia.